# سرفیس استودیو
سرفیس استودیو یک رایانه رومیزی طراحی شده و تولیدی شرکت مایکروسافت است که به عنوان بخشی از سری سرفیس و رایانه شخصی بر پایه ویندوز به شمار می‌آید. این محصول در رویداد ویندوز ۱۰ و در تاریخ ۲۶ اکتبر ۲۰۱۶ رونمایی شد که در همان روز جهت پیش سفارش در دسترس بود. سرفیس استودیو از سیستم‌عامل ویندوز ۱۰ بهره می‌گیرد. قیمت پایه این محصول ۲٬۹۹۹ دلار آمریکا است. سرفیس استودیو با هدف اصلی کمک به بالا بردن خلاقیت افراد در پیشه‌های گوناگون مانند طراحان گرافیک تولید شده است.

## سرفیس استودیو چیست؟ نگاهی جامع به شاهکار مایکروسافت[۴]
در دنیای فناوری، کمتر دستگاهی توانسته به اندازه سرفیس استودیو توجه طراحان، معماران و مهندسان را به خود جلب کند. این دستگاه که توسط غول فناوری، مایکروسافت، طراحی و تولید شده است، یک کامپیوتر قدرتمند و زیباست که فراتر از انتظارات کاربران حرفه‌ای عمل می‌کند. سرفیس استودیو نه‌تنها ابزاری برای انجام وظایف روزمره است، بلکه پلی برای ارتباط میان خلاقیت و تکنولوژی به شمار می‌رود.

#### تعریف سرفیس استودیو: شاهکاری برای خلاقیت و بهره‌وری
سرفیس استودیو یک کامپیوتر رومیزی All-in-One (همه‌کاره) است که با صفحه‌نمایش 28 اینچی و لمسی خود، استانداردهای جدیدی را در زمینه تعامل کاربر و تکنولوژی تعیین کرده است. این دستگاه به‌طور خاص برای افراد حرفه‌ای طراحی شده که نیاز به قدرت پردازشی بالا، دقت بصری فوق‌العاده و ابزارهای خلاقانه دارند. ویژگی‌های برجسته آن شامل:
- صفحه‌نمایش PixelSense با وضوح 4500×3000 پیکسل، که تصاویر را با دقت شگفت‌انگیزی به نمایش می‌گذارد.
- پایه‌ی Zero Gravity Hinge که امکان تنظیم صفحه‌نمایش را به هر زاویه‌ای فراهم می‌کند.
- قلم سرفیس که تجربه‌ای بی‌نقص از طراحی و نوشتن را ارائه می‌دهد.
- دایال سرفیس که تعاملی نوآورانه با ابزارهای نرم‌افزاری مختلف ایجاد می‌کند.

#### کاربردهای سرفیس استودیو: ابزاری برای حرفه‌ای‌ها
مایکروسافت سرفیس استودیو به گونه‌ای طراحی شده است که نیازهای کاربران در حوزه‌های مختلف را برآورده کند. این دستگاه به‌خصوص در زمینه‌های زیر بسیار کارآمد است:
1. طراحی گرافیکی و دیجیتال آرت سرفیس استودیو با صفحه‌نمایش لمسی و دقت رنگ بالا، ابزاری ایده‌آل برای طراحان گرافیک و هنرمندان دیجیتال است. امکان استفاده از قلم سرفیس به کاربران اجازه می‌دهد تا خطوطی روان و دقیق ایجاد کنند، گویی که روی کاغذ طراحی می‌کنند.
2. معماری و مدل‌سازی سه‌بعدی معماران و طراحان داخلی می‌توانند با استفاده از سرفیس استودیو، طرح‌های سه‌بعدی خود را در نرم‌افزارهایی مانند AutoCAD یا SketchUp به راحتی ایجاد و ویرایش کنند. صفحه‌نمایش بزرگ این دستگاه، نمایی کامل و بی‌نقص از پروژه‌ها ارائه می‌دهد.
3. تدوین ویدیو و تولید محتوا برای تولیدکنندگان محتوا و ویدیو، سرفیس استودیو یک انتخاب قدرتمند است. سخت‌افزار پیشرفته و نرم‌افزارهای سازگار با آن، تدوین ویدیوهای سنگین را بدون افت کیفیت ممکن می‌سازد.
4. مهندسی و طراحی صنعتی مهندسان می‌توانند از قدرت پردازشی بالا و صفحه‌نمایش با وضوح بالا برای انجام طراحی‌های پیچیده و تحلیل‌های دقیق استفاده کنند. این دستگاه با نرم‌افزارهایی نظیر SolidWorks و MATLAB نیز هماهنگی عالی دارد.
5. آموزش و ارائه‌های حرفه‌ای سرفیس استودیو همچنین ابزاری فوق‌العاده برای اساتید، مربیان و سخنرانان است. قابلیت تنظیم صفحه‌نمایش و پشتیبانی از ابزارهای بصری، تجربه‌ای حرفه‌ای در ارائه‌های آموزشی فراهم می‌کند.

#### بازار هدف سرفیس استودیو: دستگاهی برای خلاقان دنیای امروز
سرفیس استودیو برای کاربرانی طراحی شده است که به دنبال ابزاری چندمنظوره، زیبا و کاربردی هستند. بازار هدف اصلی این دستگاه شامل:
- طراحان گرافیک که به دنبال دقت رنگ و کیفیت بالا هستند.
- هنرمندان دیجیتال که نیاز به ابزارهای نوآورانه دارند.
- مهندسان و معماران که به قدرت پردازش بالا و دقت در جزئیات نیاز دارند. ( سرفیس برای معماری )
- تدوین‌گران ویدیو که برای ویرایش فایل‌های حجیم و پیچیده به یک سیستم قوی نیاز دارند.
- مدیران و سخنرانان حرفه‌ای که به دنبال ارائه‌های تاثیرگذار هستند.

#### چرا سرفیس استودیو؟
مایکروسافت با ارائه Surface Studio نشان داده است که می‌تواند دستگاهی بسازد که نه‌تنها نیازهای کاربران حرفه‌ای را برآورده کند، بلکه خلاقیت آن‌ها را به سطحی بالاتر ببرد. این دستگاه با ترکیبی از طراحی زیبا، قدرت سخت‌افزاری و ابزارهای خلاقانه، به عنوان یکی از بهترین انتخاب‌ها در دنیای تکنولوژی شناخته می‌شود.
اگر شما نیز جزو آن دسته از افراد هستید که به دنبال یک دستگاه متفاوت برای ارتقای خلاقیت خود هستید، سرفیس استودیو همان چیزی است که باید امتحان کنید.

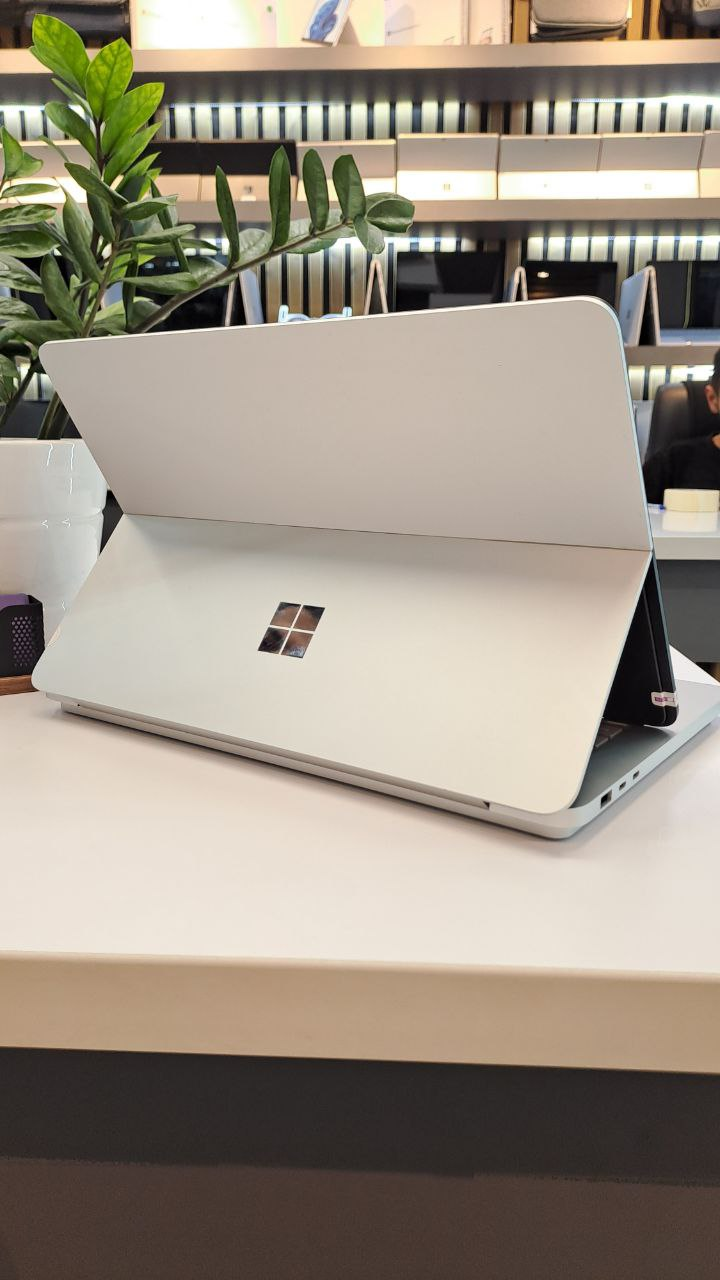
سرفیس لپ تاپ استادیو 2 (Surface Laptop Studio 2) با طراحی مدرن و عملکرد بی‌نظیر خود، به یکی از بهترین گزینه‌ها برای کاربرانی تبدیل شده است که به دنبال دستگاهی قدرتمند، شیک و همه‌کاره هستند. این لپ‌تاپ با پردازنده قدرتمند Intel Core i7-13700H، پردازنده گرافیکی NVIDIA RTX 4050، و حافظه سریع 16 گیگابایت RAM DDR5، به راحتی از پس انجام هر کار پیچیده‌ای بر می‌آید.

## طراحی خاص و منحصر به فرد سرفیس استودیو[۶]
مایکروسافت با طراحی سرفیس استودیو، مفهومی جدید از زیبایی و عملکرد را به دنیای تکنولوژی معرفی کرده است. این دستگاه نه‌تنها به‌عنوان یک کامپیوتر، بلکه به‌عنوان یک اثر هنری طراحی شده تا الهام‌بخش خلاقیت و نوآوری باشد. هر جزئی از طراحی Surface Studio، از صفحه‌نمایش شگفت‌انگیز آن گرفته تا پایه‌های منحصر‌به‌فرد، برای کاربرانی طراحی شده که زیبایی و کارایی را به یک اندازه می‌خواهند.

#### صفحه‌نمایش بزرگ و لمسی: بوم بی‌انتها برای خلاقیت
یکی از برجسته‌ترین ویژگی‌های Surface Studio، صفحه‌نمایش PixelSense آن است. این صفحه‌نمایش با اندازه 28 اینچ و وضوح تصویر فوق‌العاده 4500×3000 پیکسل، تجربه‌ای بصری بی‌نظیر ارائه می‌دهد.

##### ویژگی‌های کلیدی صفحه‌نمایش:
- لمسی بودن: این صفحه‌نمایش لمسی، تعاملی سریع و طبیعی را فراهم می‌کند. کاربران می‌توانند به‌راحتی طرح‌ها را ویرایش کنند، تصاویر را جابه‌جا کنند یا حتی با انگشتان خود خطوط خلاقانه‌ای رسم کنند.
- دقت رنگ بالا: پشتیبانی از طیف رنگی sRGB و DCI-P3 تضمین می‌کند که هر رنگی به طبیعی‌ترین شکل خود نمایش داده شود. این ویژگی برای طراحان و عکاسان حرفه‌ای که نیاز به دقت رنگ بالا دارند، بسیار حیاتی است.
- ابعاد فوق‌العاده: نسبت تصویر 3:2 این صفحه‌نمایش، فضای بیشتری برای نمایش محتوا در مقایسه با نسبت‌های رایج مانند 16:9 فراهم می‌کند.

#### پایه‌های قابل تنظیم: انعطاف‌پذیری بی‌نظیر
یکی دیگر از نقاط قوت طراحی Surface Studio، پایه‌های قابل تنظیم آن است که با نام Zero Gravity Hinge شناخته می‌شوند. این پایه‌ها به کاربران امکان می‌دهند که صفحه‌نمایش را به‌راحتی به هر زاویه‌ای تنظیم کنند، بدون اینکه فشار زیادی برای حرکت دادن آن نیاز باشد.

##### مزایای طراحی پایه‌ها:
- حالت رومیزی و استودیویی: کاربران می‌توانند دستگاه را در حالت عمودی برای استفاده به‌عنوان یک کامپیوتر رومیزی قرار دهند یا آن را به زاویه‌ای تقریباً افقی خم کنند تا همچون یک بوم نقاشی عمل کند.
- کاربرد آسان: این پایه‌ها به گونه‌ای طراحی شده‌اند که حرکت صفحه‌نمایش کاملاً روان و بی‌صدا باشد. حتی در هنگام استفاده مداوم، احساس راحتی و لذت‌بخش بودن حرکت حفظ می‌شود.
- ثبات بالا: در هر زاویه‌ای که صفحه‌نمایش تنظیم شود، دستگاه کاملاً پایدار باقی می‌ماند و از لرزش یا جابه‌جایی ناخواسته جلوگیری می‌کند.

## انواع سرفیس استودیو[۷]
سرفیس استودیو از نظر مدل‌ها و نسخه‌های مختلف، تنوع قابل توجهی دارد که هر کدام از این مدل‌ها با ویژگی‌ها و قابلیت‌های خاص خود طراحی شده‌اند تا نیازهای مختلف کاربران را برآورده کنند. در این بخش به بررسی انواع مختلف سرفیس استودیو و تفاوت‌های آنها می‌پردازیم.
1. سرفیس استودیو 1 سرفیس استودیو 1 اولین نسخه از این دستگاه بود که به بازار عرضه شد. این مدل به عنوان یک دستگاه طراحی و خلاقیت، با صفحه‌نمایش بزرگ PixelSense و پایه Zero Gravity شناخته می‌شود. با پردازنده‌های نسل ششم اینتل، کارت گرافیک‌های حرفه‌ای و امکان تنظیم ارتفاع صفحه‌نمایش، سرفیس استودیو 1 یکی از بهترین گزینه‌ها برای طراحان و خلاقان بود.
2. سرفیس استودیو 2 نسخه دوم سرفیس استودیو با ارتقای قابل توجه نسبت به مدل قبلی معرفی شد. این مدل بهبودهای زیادی در پردازنده‌ها، کارت گرافیک، و حافظه داشت که عملکرد بهتری را در امور گرافیکی و طراحی ارائه می‌داد. صفحه‌نمایش 28 اینچی با رزولوشن بالا و پنل PixelSense، همراه با قلم سرفیس و Dial، تجربه‌ای حرفه‌ای و قدرتمند را به کاربران ارائه می‌کند.
3. سرفیس استودیو 3 سرفیس استودیو 3 آخرین نسخه از سری سرفیس استودیو است که با تغییرات گسترده در طراحی و سخت‌افزار عرضه شد. این مدل دارای پردازنده‌های نسل جدید اینتل، کارت‌های گرافیکی بهبود یافته، و قابلیت‌های ارتقای بیشتری در سخت‌افزار است. صفحه‌نمایش 28 اینچی با وضوح بالا و فناوری PixelSense همچنان حفظ شده است، اما با بهبودهایی در رنگ و جزئیات نمایشگر.